# Litargus taprobanoe
Litargus taprobanoe es una especie de coleóptero de la familia Mycetophagidae.

## Distribución geográfica
Habita en Sri Lanka.